# Bitfoutkans
De bitfoutkans van een datatransmissie is het aantal fout ontvangen bits ten opzichte van het totaal aantal verzonden bits. Een bitfout kan onder andere optreden door ruis, interferentie met andere signalen of distortie van het signaal. De bitfoutkans wordt soms afgekort met BER naar het Engelse bit error rate.

## Formule
De bitfoutkans wordt gegeven door de volgende formule:
{\displaystyle P_{e}=P(s_{1}\,verzonden)*P(e|s_{1}\,verzonden)+P(s_{2}\,verzonden)*P(e|s_{2}\,verzonden)={\frac {Aantal\,fout\,ontvangen\,bits}{Aantal\,verzonden\,bits}}}
met:
{\displaystyle P(s_{1}verzonden)}: de kans dat symbool s1 verzonden wordt
{\displaystyle P(e|s_{1}verzonden)}: de kans dat symbool s1 fout wordt ontvangen
{\displaystyle P(s_{2}verzonden)}: de kans dat symbool s2 verzonden wordt
{\displaystyle P(e|s_{2}verzonden)}: de kans dat symbool s2 fout wordt ontvangen

## Voorbeeld
Stel dat de volgende bitsequentie verzonden wordt:
0 1 1 0 0 0 1 0 1 1
en de volgende bitsequentie wordt ontvangen:
0 0 1 0 1 0 1 0 0 1,
De bitfoutkans is dan gelijk aan 0,3 of 30%. Dit is het aantal fout ontvangen bits (3) gedeeld door het totaal aantal ontvangen bits (10).